# Deutsches Meisterschaftsrudern 1923
Das 36. Deutsche Meisterschaftsrudern wurde 1923 in Berlin ausgetragen. Wie bereits im Vorjahr wurden Medaillen in fünf Bootsklassen vergeben.

## Medaillengewinner
| Bootsklasse            | Gold | Silber | Bronze |
| ---------------------- | --- | --- | --- |
| Einer                  | Walter Flinsch (Frankfurter RV von 1865) | Ernst Reinhold (RC Germania Tegel 1886) | Carl Leux (RG Wiking Berlin) |
| Doppelzweier           | RV Wiking Linz Fritz Haspel Leo Losert | WSV Godesberg Rudolf Scheben Heinrich Scheben | Dresdner RV Rolf Kokuschky Theo Schröder |
| Zweier ohne Steuermann | Kölner Club für Wassersport Kurt Urbach Adolf Hansult | RK Germania Köln Fritz Wildeshaus Willy Wildeshaus | RC Allemannia von 1866 Bruno Streckenbach Carl Clement |
| Vierer ohne Steuermann | Berliner RC Sport-Borussia I Hans Sörgel Erwin Müller Hans Fink Bernhard Hoffmann                                                                         | Berliner RC Sport-Borussia II Erwin Freiwald B. Knauer Richard Dobe Walter Wermter                                                                        | Lübecker RK Werner Günther Bruno Thomsen Paul Fidrmuc Rudolf Scharff                                                                                             |
| Achter                 | Kölner Club für Wassersport Kurt Urbach Adolf Hansult Hermann Rath Hans Martin H. Klug M. Bischoff Bernhard Fischer Josef Zumbruck Carl Mönnigfeld (Stm.) | Berliner RC Sport-Borussia Erwin Freiwald Erwin Müller Walter Wermter Hans Sörgel B. Knauer Richard Dobe Hans Fink Bernhard Hoffmann Walter Müller (Stm.) | Würzburger RV von 1875 Siegmund Endres Robert Segl Adolf Wolz Karl Bergler Theodor Hüttmann Adam Scheuermann Georg Linder Karl Richter Johann Pfadenhauer (Stm.) |